# مکش‌گران
مَکِش‌گَران یا سوکتوریا (نام علمی: Suctoria) نام یک زیررده از شاخه مژک‌داران است.
زیررده مکش‌گران به جای مژک دارای شاخک‌های مکنده هستند که در نوک برخی گره مدوری برای گرفتن مژک‌داران دیگر که به منزله غذا برای این موجودات هستند وجود دارد. سایر شاخک‌ها نوک تیز بوده و برای سوراخ کردن طعمه به کار می‌روند. در حالت بلوغ ثابت و غیر مهاجر هستند و توسط ساقه‌ای به چیزی متصل می‌شوند. تکثیر از راه جوانه زدن و تقسیم است.
مکش‌گران یا جانوران مکنده در آغاز زندگی دارای مژک بوده و در مراحل بلوغ آنان را تغییر داده و دارای شاخک می‌شوند.
زیست‌شناسان مکش‌گران را جزئی از رده آغازیان تک‌یاخته به‌شمار می‌آورند که به خاطر وجود تاژک در اطراف‌شان، تاژکداران نام گرفته‌اند و این در حالی است که نمونه‌های بالغ این آغازی، فاقد تاژک هستند و امکان حرکت آزادانه را مانند دوره‌های پیشین زندگی نخواهند داشت. بلافاصله پس از خروج از تخم، نمونه‌های جوان به یکدیگر متصل می‌شوند و طرحی از یک جلبک را ایجاد می‌کنند. در طول زمان تاژک‌ها از دست می‌روند و شاخک‌های سخت چسبناکی روی سطح تنه این جاندار جایگزین آنها می‌شوند. این شاخک‌ها ابزار دسترسی به شکار و فلج‌کردن آن هستند، طعمه‌ای که اغلب از این شکارچی بزرگ‌تر است.